# 1-milløb (atletik)
1 mile løbet (1.609,344 meter, men anset af IAAF til at være 1.609,32 meter) er et mellemdistanceløb.
Historien om 1 mile løbet begyndte i England, hvor det blev brugt som en distance for gambling løb. Det overlevede atletikkens skifte til metriske afstande i 1900-tallet og har siden bevaret sin popularitet, hvor jagten efter en fire-minutters mile i 1950'erne var et højdepunkt for løbet.
| Atletik | Spire Denne artikel om atletik er en spire som bør udbygges. Du er velkommen til at hjælpe Wikipedia ved at udvide den. |